# Emilio Jona
Emilio Jona (Biella, 24 dicembre 1927) è uno scrittore, poeta, drammaturgo, musicologo e librettista italiano.

## Biografia
Dagli anni '50 al 2020 ha svolto l'attività di avvocato civilista nel più antico studio legale di Biella. Ha avuto cariche pubbliche nell'Organo d'Indirizzo della Fondazione della Cassa di Risparmio di Biella, nel Consiglio di Amministrazione del Museo del Territorio della città, nel Consiglio di
Amministrazione del Teatro Regio di Torino e nel Consiglio di Amministrazione della Cassa di Risparmio di Biella.
È stato socio fondatore e parte del consiglio direttivo del C.R.E.L (Centro
regionale etnografico e linguistico) di Rivoli e del C.R.E.O (Centro regionale
etno-musica e oralità) di Torino.
Dal 1958 al '62 è stato uno degli iniziatori del gruppo "Cantacronache", la prima esperienza in Italia di canzone d'autore in opposizione a quella di consumo. Negli stessi anni, e successivamente con Sergio Liberovici, ha condotto un'ampia attività di ricerca in Italia e anche all'estero sull'espressività popolare urbana e contadina.
Ha collaborato a note riviste di cultura italiane, soprattutto con saggi di cultura popolare, come "Il Ponte", "Tempo Presente", "Paragone", "L'Indice" e "Nuova Società", e ha partecipato a molte pubblicazioni collettanee di cultura popolare. È stato per oltre trent'anni redattore del periodico torinese di cultura ebraica Ha Keillah (La Comunità).

## Pubblicazioni

### Poesie
- Tempo di vivere, Milano, Mondadori, 1955
- Conferenze, Sora, Edizione dei Dioscuri, 1984
- La cattura dello Splendore, Milano, Scheiwiller, 1998 (finalista Premio Viareggio 1998; Premio Catanzaro Poesia 1999)
- Il non più possibile fruscio degli anni, Novara, Interlinea, 2021

### Libretti d'Opera e testi teatrali
- La sentenza, opera in un atto, musiche di Giacomo Manzoni (1960)
- Atomtod, opera in due atti, musiche di Giacomo Manzoni (1964)
- Il 29 Luglio del 1900, "Sipario", n. 321, 1973 (Premio Riccione per il teatro 1973)
- Per uso di memoria, la resistenza in Toscana (Maggio Musicale, 1973), "Sipario", n. 359, 1976
- L'ingiustizia assoluta. Cantata drammatica per attori, gruppi folk e bande musicali, Firenze, Guaraldi, 1974
- E' arrivato Pietro Gori anarchico pericoloso e gentile, "Sipario", n. 346, 1975
- Maelzel o Delle macchinazioni, musica di Sergio Liberovici, completamento e orchestrazione di Luciano Berio, Giulio Castagnoli, Giuseppe Gavazza, Milano, Casa Ricordi, 1995
- La donna dei veleni, musiche di Marco Podda, Teatro Coccia, Novara 2020

### Romanzi e racconti
- Inverni alti, Padova, Amicucci, 1959 (seconda edizione: Novara, Interlinea edizioni, 2005)
- Un posticino morale, Milano, Scheiwiller, 1984 (seconda edizione: San Cesario di Lecce, Manni, 2007)
- L'aringa e altri racconti, Milano, Scheiwiller, 1993
- Il celeste scolaro, Vicenza, Neri Pozza, 2015
- Il fregio della vita, Vicenza, Neri Pozza, 2019

### Saggi
- Le canzonette che fecero l'Italia, Milano, Longanesi, 1962
- Le canzoni della cattiva coscienza, Milano, Bompiani, 1964
- Canti degli operai torinesi. Dalla fine dell'800 agli anni del fascismo, Milano, Ricordi-Unicopli, 1990
- Cantacronache. Un'avventura politico-musicale degli anni '50, Torino, Scriptorium-Paravia, 1995
- Sono arrivato e la figura c'era in me (Da un'esperienza didattica alla cultura degli immigrati in una fabbrica torinese), Roma, Meltemi, 2000
- Giacomo Debenedetti. L'arte del leggere, Milano, Scheiwiller, 2001
- Senti le rane che cantano. Canzoni e vissuti popolari della risaia, con Franco Castelli e Alberto Lovatto, Roma, Donzelli, 2005
- Le ciminiere non fanno più fumo. Canti e memorie degli operai torinesi, con Franco Castelli e Alberto Lovatto, Roma, Donzelli, 2008
- C. Nigra. I canti popolari del Piemonte, a cura di Franco Castelli, Emilio Jona e Alberto Lovatto, Einaudi, Torino 2009 (seconda edizione: Vicenza, Neri Pozza, 2020)
- Al rombo del cannon. I canti popolari nella Grande Guerra, con Franco Castelli e Alberto Lovatto, Vicenza, Neri Pozza, 2018
- Essere altrove. Saggi sull’Ebraismo, Vicenza, Neri Pozza, 2022